# Diego Murillo (poeta)
Diego Murillo (Zaragoza, 1 de mayo de 1555 - 13 de agosto de 1616) fue un franciscano español, gran predicador y poeta, autor espiritual que tuvo mucha influencia en las casas de formación de los religiosos y en seminarios.

## Biografía
De ilustre familia aragonesa, recibió esmerada educación religiosa y cursó estudios universitarios. De corazón ardoroso y apasionado, pasó su juventud en devaneos y fiestas, cantando en sus rondas nocturnas, como inspirado poeta que era, a una joven llamada Aurora, de la cual no fue correspondido. Un día que regresaba a su casa cansado de sus andanzas nocturnas, entró en la iglesia del convento franciscano de Santa María de Jesús a la hora en que los religiosos cantaban maitines. El hecho influyó de tal manera en Diego que aquella misma noche resolvió abandonar el mundo por lo que, pocos días después, se presentaba al superior de la comunidad franciscana pidiéndole humildemente ser admitido en la Orden; esto sucedió hacia 1576. Hizo con fervor el noviciado y la profesión religiosa, estudió Artes y Teología, y recibió la ordenación sacerdotal. 
Sus primeras actividades públicas hicieron lucir sus dotes de poeta. Cervantes le menciona en su Canto de Calíope, en el Libro VI de La Galatea. 
Fray Diego Murillo vivió casi siempre en Zaragoza, donde estuvo dedicado a la predicación, a la formación de los novicios y a la enseñanza de la teología. Predicó en Zaragoza en las exequias que la ciudad dedicó a Felipe II en 1598, y también en la beatificación de Santa Teresa de Jesús. Ocupó varios cargos en su Provincia observante de Aragón: predicador general y definidor, guardián en los conventos de Zaragoza (San Francisco, Santa María de Jesús y Colegio de San Diego) y también ministro provincial. En 1600, siendo todavía definidor, hizo un viaje a Roma, seguramente para intervenir en el Capítulo general de aquel año. También estuvo en Madrid donde trató con la infanta sor Margarita de la Cruz. En medio de tantas ocupaciones, le sorprendió la muerte en el convento de Santa María de Jesús de su ciudad natal el 13 de agosto de 1616.

## Obras
Fray Diego Murillo dejó en sus sermones, saturados de erudición sagrada y profana, una rica y ordenada suma de temas teológicos, morales y ascéticos, tratados con sencillez y llaneza. Publicó varios volúmenes de Discursos predicables sobre los Evangelios. También, Vida y excelencias de la Madre de Dios, Zaragoza 1610 y 1614; Fundación milagrosa de la Capilla angélica y apostólica de la Madre de Dios del Pilar, y excelencias de la imperial ciudad de Zaragoza, Barcelona 1616; Divina, dulce y provechosa poesía, Zaragoza 1616. Mención especial merecen: Instrucción para enseñar la virtud a los principiantes, Zaragoza 1588, y Escala espiritual para la perfección evangélica, Zaragoza 1598, obras muy estimadas y leídas en los noviciados y casas de formación religiosa y eclesiástica, por su profundidad y serenidad de criterio.